# 拉迪兹
拉迪兹（法語：Laduz，法語發音：[ladyz]）是法国勃艮第-弗朗什-孔泰大区约讷省的一个市镇，属于欧塞尔区。2016年1月1日，拉迪兹与邻近的3个市镇合并为新市镇瓦尔拉维永。

## 地理
拉迪兹（47°52'54"N, 3°24'42"E）面积7.54 平方千米，位于法国勃艮第-弗朗什-孔泰大區约讷省，该省份为法国中北部内陆省份，西接卢瓦雷省，西北接塞纳-马恩省，南至涅夫勒省，东临科多尔省，东北与奥布省接壤。
与拉迪兹接壤的市镇（或旧市镇、城区）包括：瑟南、托隆河畔阿扬、弗勒里拉瓦莱、盖尔希、托隆河畔普瓦伊、托隆河畔维利耶。
拉迪兹的时区为UTC+01:00、UTC+02:00（夏令时）。

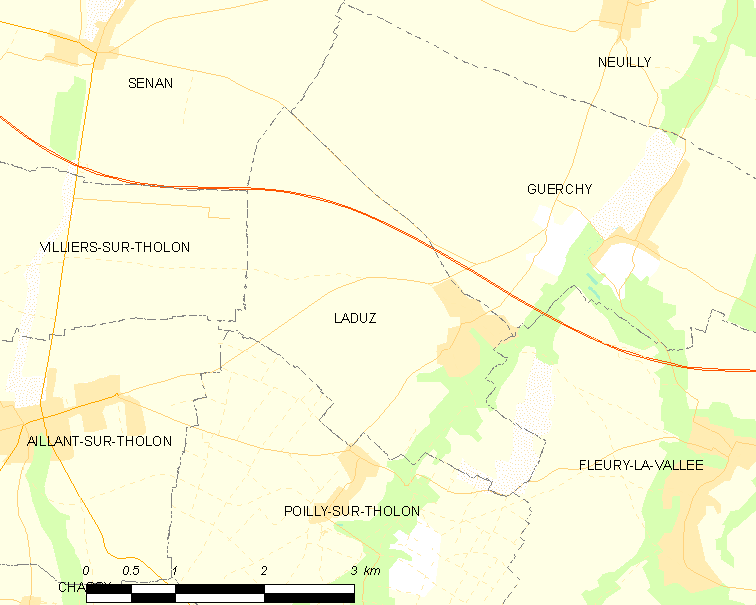
拉迪兹的OSM定位图

## 行政
拉迪兹的邮政编码为89110，INSEE市镇编码为89213。

## 政治
拉迪兹所属的省级选区为沙尔尼-奥雷德皮赛县。

## 人口

1962-2008年间拉迪兹人口变化图示

拉迪兹于2018年1月1日时的人口数量为292人。